# Antoni Erazm Wołłowicz
Antoni Erazm Wołłowicz herbu Bogoria (ur. 1711 w Gosławicach, zm. 6 lipca 1770 w Warszawie) – polski duchowny katolicki, biskup diecezjalny diecezji łuckiej w latach 1755-1770, pisarz wielki litewski w 1744 roku, duchowny sekretarz wielki litewski w 1748 roku, archidiakon żmudzki, kanclerz królowej Marii Józefy.
Był początkowo urzędnikiem, porzuciwszy jednak to zajęcie podjął studia w Rzymie, a następnie został wyświęcony na kapłana. Uzyskawszy doktorat podjął pracę duszpasterską jako kanonik łaski, gnieźnieński, wileński i dziekan warszawski.
W 1754 roku został koadiutorem na biskupstwie łuckim, a 12 maja następnego roku papież Benedykt XIV prekonizował go na ordynariusza łuckiego.

Biskup Wołłowicz 8 września 1758, dokonał poświęcenia sanktuarium maryjnego w Leśnej Podlaskiej, zaprojektowanego przez Vincenzo Rachettiego i ojca Konstantyna Moszyńskiego. Murowana świątynia pod wezwaniem Narodzenia Najświętszej Maryi Panny i Świętych Apostołów Piotra i Pawła  jest dzisiaj perłą architektury baroku włoskiego w Polsce. Miejscem spoczynku biskupa jest podziemie kolegiaty Trójcy Świętej w Janowie Podlaskim. Był elektorem Stanisława Augusta Poniatowskiego w 1764 roku z województwa wołyńskiego.
W 1757 odznaczony Orderem Orła Białego.
Pochowany w kolegiacie Świętej Trójcy w Janowie Podlaskim. 